# Джийн Оел
Джийн Мари Унтинен Оел  (на английски: Jean Marie Untinen Auel, Мари на френски, Унтинен на фински) е американска писателка, позната най-вече с нейната поредица романи „Децата на земята“, разказваща за живота на хората в праисторически времена. Книгите ѝ са преведени в над 34 млн. копия по цял свят.

## Биография
Джийн Оел е родена в Чикаго, Илинойс на 18 февруари 1936 година. Тя е второто от пет деца на бояджията Нийл Соломон Унтинен и Марта Виртанен, семейство с финландски произход. Омъжена е за Рей Бърнард Оел, двамата имат пет деца и живеят в Портланд, Орегон. Работи последователно като секретарка, редактор и кредитен мениджър.
През 1977 година, Оел започва мащабно изучаване на Ледниковия период за своята първа книга „Кланът на пещерната мечка“. Записва се в курсовете по оцеляване на експерта Джим Ригс, за да добие практическа престава как са живеели примитивните хора в пещерите, как се пали огън с кремък, как се обработва кожа и други умения.
След успеха на първата книга, Оел започва пътешествие из праисторически места и се среща с много експерти с които разговаря обширно за живота на праисторическия човек. Прекосява Европа от Франция до Украйна в търсене на интересни факти за праисторията на Стария континент. Сприятелява се с френския учен Д-р Жан Клоте, с когото посещава и изследва пещерите Коске (открита през 1985) и Шове (открита през 1994) във Франция.
Оел е член на Менса.

### Поредица „Децата на земята“
1. Кланът на пещерната мечка (1980)
2. Айла (1980)
3. Долината на конете (1982)
4. Пещерният лъв (1982)
5. Ловците на мамути (1984)
6. Джондалар (1985)
7. Айла през равнината (1990)
8. Премеждието (1990)
9. Дългият път на север (1990)
10. Завръщането (1990)
11. Каменните убежища (2002)
12. The Land of Painted Caves (2011)